# Torgiano

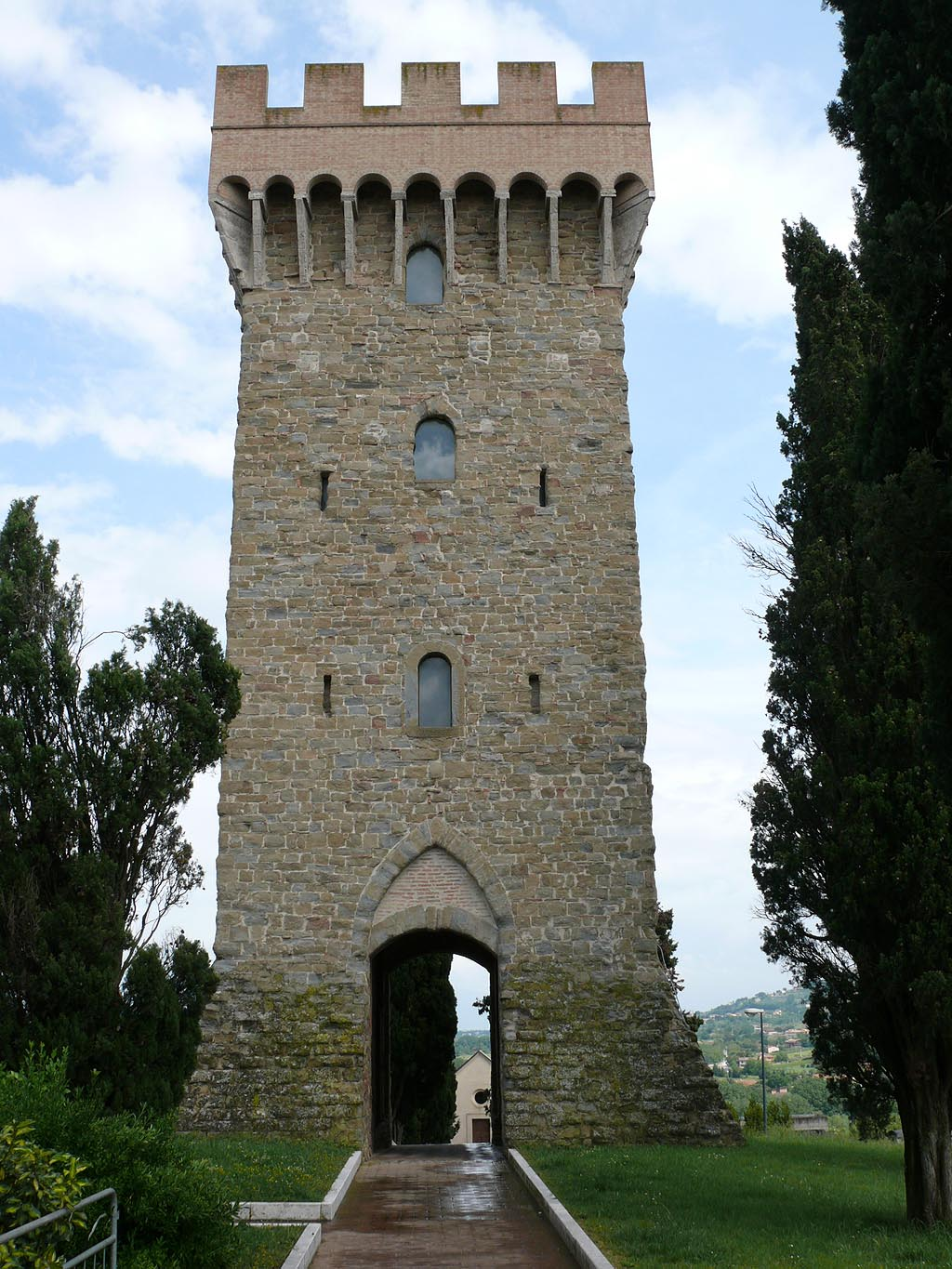
Torre di Guardia.

Torgiano là một đô thị ở Tỉnh Perugia trong vùng Umbria, có khoảng cách khoảng 10 km về phía đông nam của Perugia.
Torgiano giáp các đô thị: Bastia Umbra, Bettona, Deruta, Perugia.

## Quá trình thay đổi dân số

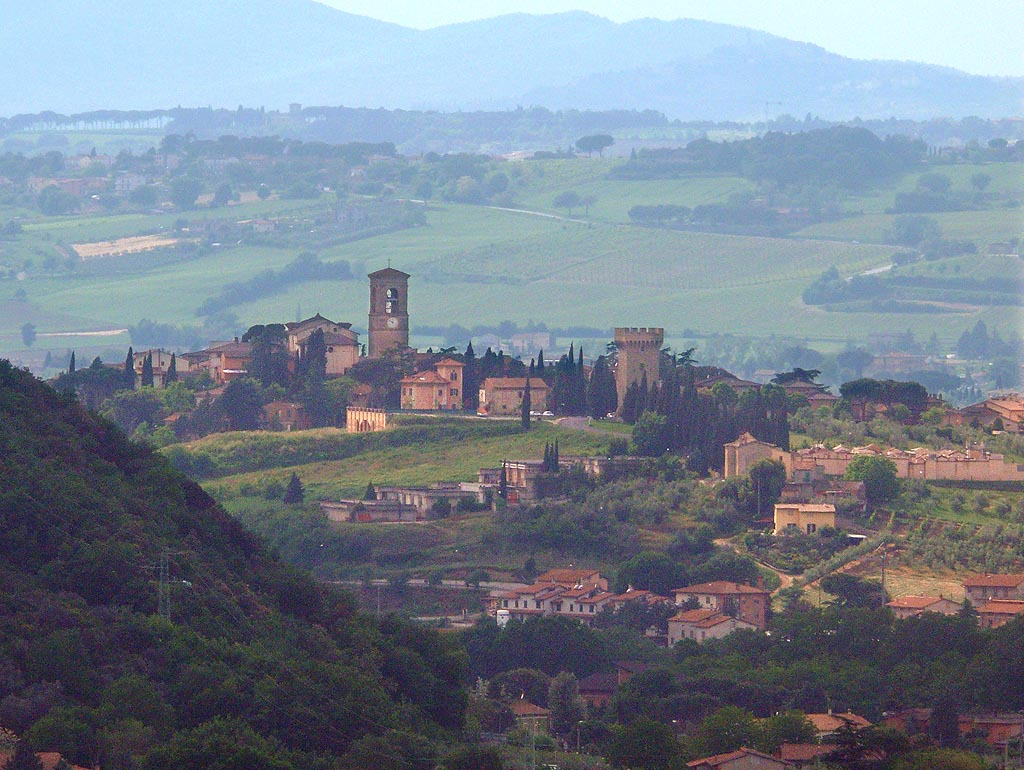
View of Torgiano